# Central Falls
Central Falls è una città degli Stati Uniti d'America, nella Contea di Providence, nello Stato del Rhode Island.
La popolazione era di 18.928 abitanti nel censimento del 2000, passati a 18.823 secondo una stima del 2007.